# Короли (Омская область)
Короли — деревня в Тюкалинском районе Омской области. Входит в состав Валуевского сельского поселения.

## История
В 1928 году состояла из 70 хозяйств, основное население — русские. В составе Ивановского сельсовета Тюкалинского района Омского округа Сибирского края.

## Население
| 1926 | 2010 |
| ---- | ---- |
| 426  | ↘55  |